# Copa Internacional de l'Europa Central
La Copa Internacional de l'Europa Central fou una competició de futbol internacional per a seleccions disputada per equips de l'Europa Central i l'Europa Meridional entre 1927 i 1960.
Hi va haver competicions per a equips professionals i amateurs. Les nacions participants foren:
- Itàlia
- Àustria
- Txecoslovàquia
- Hongria
- Suïssa
- Polònia
- Romania
- Iugoslàvia

Polònia i Romania només competiren en la competició amateur.
Es disputà en format lliga amb partits a casa i a fora. Es jugà sis cops i cada temporada durà més de dos anys per a completar-se. Les dues darreres edicions van durar 5 anys cadascuna. A partir de 1960 la UEFA creà el Campionat d'Europa de Nacions i la Copa Internacional deixà de disputar-se.
Un dels impulsors del torneig fou Hugo Meisl, qui també inspirà la Copa Mitropa per a clubs. Entre els equips que van participar al torneig cal destacar la selecció d'Àustria coneguda com el Wunderteam del mateix Hugo Meisl, la Itàlia de Vittorio Pozzo guanyadora de dos Copes del Món, l'Equip d'Or d'Hongria de Gusztáv Sebes o la gran selecció txecoslovaca dos cops finalista de la Copa del Món.

## Trofeu
El trofeu de les primeres competicions va rebre el nom de Copa Švehla en honor a Antonín Švehla, el primer ministre de Txecoslovàquia, que el va donar. Després de la Segona Guerra Mundial, el nou trofeu va ser conegut com la Copa Dr. Gerö en honor a Josef Gerö, director de l'Associació Austríaca de Futbol i antic àrbitre de futbol.

## Historial
Font:
| Anys      | Classificació                               | Classificació                               | Classificació                               | Classificació                               | Classificació                               | Classificació                               |
| Anys      | Campió                                      | Punts                                       | Finalista                                   | Punts                                       | Tercer                                      | Punts                                       |
| --------- | ------------------------------------------- | ------------------------------------------- | ------------------------------------------- | ------------------------------------------- | ------------------------------------------- | ------------------------------------------- |
| 1927–1930 | Itàlia                                      | 11                                          | Txecoslovàquia i Àustria                    | Txecoslovàquia i Àustria                    | Txecoslovàquia i Àustria                    | 10                                          |
| 1931–1932 | Àustria                                     | 11                                          | Itàlia                                      | 9                                           | Hongria                                     | 8                                           |
| 1933–1935 | Itàlia                                      | 11                                          | Àustria                                     | 9                                           | Hongria                                     | 9                                           |
| 1936–1938 | Torneig no completat a causa de l'Anschluss | Torneig no completat a causa de l'Anschluss | Torneig no completat a causa de l'Anschluss | Torneig no completat a causa de l'Anschluss | Torneig no completat a causa de l'Anschluss | Torneig no completat a causa de l'Anschluss |
| 1948–1953 | Hongria                                     | 11                                          | Txecoslovàquia                              | 9                                           | Àustria                                     | 9                                           |
| 1955–1960 | Txecoslovàquia                              | 16                                          | Hongria                                     | 15                                          | Àustria                                     | 11                                          |

| Anys      | Classificació (Competició Amateur) | Classificació (Competició Amateur) | Classificació (Competició Amateur) | Classificació (Competició Amateur) | Classificació (Competició Amateur) | Classificació (Competició Amateur) |
| Anys      | Campió                             | Punts                              | Finalista                          | Punts                              | Tercer                             | Punts                              |
| --------- | ---------------------------------- | ---------------------------------- | ---------------------------------- | ---------------------------------- | ---------------------------------- | ---------------------------------- |
| 1929–1930 | Polònia                            | 7                                  | Hongria (Amat.)                    | 6                                  | Àustria (Amat.)                    | 6                                  |
| 1931–1934 | Romania                            | 9                                  | Hongria (Amat.)                    | 6                                  | Txecoslovàquia (A.)                | 5                                  |

## Palmarès
| País           | Campió               | Finalista            | Tercer               |
| -------------- | -------------------- | -------------------- | -------------------- |
| Itàlia         | 2 (1927–30, 1933–35) | 1 (1931–32)          | —                    |
| Àustria        | 1 (1931–32)          | 2 (1927–30, 1933–35) | 2 (1948–53, 1955–60) |
| Txecoslovàquia | 1 (1955–60)          | 2 (1927–30, 1948–53) | —                    |
| Hongria        | 1 (1948–53)          | 1 (1955–1960)        | 2 (1931–32, 1933–35) |

## Golejadors per torneig
| 1927–1930 | 6 gols  | Julio Libonatti Gino Rossetti Ferenc Hirzer | Itàlia · Itàlia · Hongria | [ 3 ] |
| 1931–1932 | 8 gols  | István Avar André Abegglen                  | Hongria · Suïssa          | [ 4 ] |
| 1933–1935 | 7 gols  | Leopold Kielholz György Sárosi              | Suïssa · Hongria          | [ 5 ] |
| 1936–1938 | 10 gols | György Sárosi                               | Hongria                   | [ 6 ] |
| 1948–1953 | 10 gols | Ferenc Puskás                               | Hongria                   | [ 7 ] |
| 1955–1960 | 7 gols  | Lajos Tichy                                 | Hongria                   | [ 8 ] |

## Golejadors totals
| Pos. | Nom               | Equip          | Gols | Tornejos                                                              |
| ---- | ----------------- | -------------- | ---- | --------------------------------------------------------------------- |
| 1    | György Sárosi     | Hongria        | 17   | 1933–35 (7 gols), 1936–38 (10 gols)                                   |
| 2    | Ferenc Puskas     | Hongria        | 15   | 1948–53 (10 gols), 1955–60 (5 gols)                                   |
| 3    | André Abegglen    | Suïssa         | 12   | 1927–30 (2 gols), 1931–32 (8 gols), 1933–35 (2 gols)                  |
| 4    | František Svoboda | Txecoslovàquia | 11   | 1927–30 (5 gols), 1931–32 (5 gols), 1936–38 (1 gols)                  |
| 5    | István Avar       | Hongria        | 10   | 1931–32 (8 gols), 1933–35 (2 gols)                                    |
| 5    | Géza Toldi        | Hongria        | 10   | 1927–30 (1 gol), 1931–32 (2 gols), 1933–35 (2 gols), 1936–38 (5 gols) |
| 7    | Giuseppe Meazza   | Itàlia         | 8    | 1927–30 (3 gols), 1931–32 (2 gols), 1933–35 (2 gols), 1936–38 (1 gol) |
| 7    | Karl Zischek      | Àustria        | 8    | 1931–32 (3 gols), 1933–35 (5 gols)                                    |
| 9    | Julio Libonatti   | Itàlia         | 7    | 1927–30 (6 gols), 1931–32 (1 gol)                                     |
| 9    | Max Abegglen      | Suïssa         | 7    | 1927–30 (5 gols), 1931–32 (2 gols)                                    |
| 9    | Josef Silný       | Txecoslovàquia | 7    | 1927–30 (4 gols), 1931–32 (3 gols)                                    |
| 9    | Leopold Kielholz  | Suïssa         | 7    | 1933–35 (7 gols)                                                      |
| 9    | Matthias Sindelar | Àustria        | 7    | 1931–32 (4 gols), 1936–38 (3 gols)                                    |
| 9    | Silvio Piola      | Itàlia         | 7    | 1933–35 (2 gols), 1936–38 (5 gols)                                    |
| 9    | Ferenc Deák       | Hongria        | 7    | 1948–53 (7 gols)                                                      |
| 9    | Lajos Tichy       | Hongria        | 7    | 1955–60 (7 gols)                                                      |
| 17   | Gino Rossetti     | Itàlia         | 6    | 1927–30 (6 gols)                                                      |
| 17   | Ferenc Hirzer     | Hongria        | 6    | 1927–30 (6 gols)                                                      |
| 17   | Anton Schall      | Àustria        | 6    | 1927–30 (1 gol), 1931–32 (5 gols)                                     |
| 17   | Oldřich Nejedlý   | Txecoslovàquia | 6    | 1931–32 (1 gol), 1933–35(4 gols), 1936–38 (1 gol)                     |
| 17   | Josef Bican       | Àustria        | 6    | 1933–35 (5 gols), 1936–38 (1 gol)                                     |
| 17   | Antonín Puč       | Txecoslovàquia | 6    | 1927–30 (3 gols), 1931–32 (1 gol), 1933–35 (1 gol), 1936-38 (1 gol)   |
| 17   | Sandor Kocsis     | Hongria        | 6    | 1948–53 (2 gols), 1955–60 (4 gols)                                    |